# Chimarra falcifera
Chimarra falcifera är en nattsländeart som beskrevs av Jacquemart 1966. Chimarra falcifera ingår i släktet Chimarra och familjen stengömmenattsländor. Inga underarter finns listade i Catalogue of Life.